# 四忙縣
四忙縣，是明代交阯承宣布政使司下轄的一個縣，治所可能在今越南山蘿省木州。

## 沿革
- 永樂五年（1407年）六月癸未置四忙縣，屬嘉興直隸州領[3]。
- 永樂十六年二月，交阯嘉興州四忙縣故土官知縣車綿子車三等叛，殺流官知縣歐陽智等，總兵官豐城侯李彬遣都督同知方政率兵討之，官軍力戰大敗賊，擒其弟車道等殺之[4]。